# Anne Shirley
Anne Shirley (* 17. April 1918 in New York als Dawn Evelyn Paris; † 4. Juli 1993 in Los Angeles, Kalifornien) war eine US-amerikanische Schauspielerin.

## Leben
Anne Shirley wuchs als Dawn Evelyn Paris in ärmlichen Verhältnissen auf. Um die finanzielle Lage der Familie zu verbessern, übernahm die junge Schauspielerin unter dem Künstlernamen Dawn O’Day schon im Alter von fünf Jahren Rollen beim Film. Ihre Karriere verlief relativ schleppend, doch 1934 schaffte sie mit der Verfilmung des bekannten Jugendbuchs von Lucy Maud Montgomery Anne auf Green Gables den Durchbruch. Die Filmgesellschaft RKO hoffte, mit Anne of Green Gables den Erfolg von Vier Schwestern aus dem Vorjahr zu wiederholen. Nach dem großen finanziellen und künstlerischen Erfolg wählte die Schauspielerin den Künstlernamen Anne Shirley.
Nach etlichen eher durchschnittlichen Filmen schaffte Shirley an der Seite von Barbara Stanwyck 1937 in Stella Dallas unter der Regie von King Vidor ein Come-Back. Obwohl Shirley überhaupt nicht mit Vidor zurechtkam, erhielt sie am Ende eine Oscarnominierung in der Kategorie Beste Nebendarstellerin. Shirleys letzter Film war Murder, My Sweet (1944), danach zog sie sich mit gerade einmal 26 Jahren aus dem Filmgeschäft zurück. Auf dem Hollywood Walk of Fame erinnert ein Stern an ihre künstlerische Arbeit.
1937 heiratete Shirley den Schauspieler John Payne, die Ehe wurde 1943 geschieden. Aus dieser Verbindung ging eine Tochter hervor. 1945 heiratete sie den Filmproduzenten und Drehbuchautor Adrian Scott. Die Ehe hielt bis 1948. Ihre dritte Ehe ging sie 1949 mit dem Drehbuchautor Charles Lederer ein. Gemeinsam hatten sie einen Sohn. Sowohl Shirleys Tochter Julie Payne als auch ihre Enkelin Katharine Towne sind Schauspielerinnen.

## Filmografie (Auswahl)
- 1922: The Hidden Woman
- 1923: Die spanische Tänzerin (The Spanish Dancer)
- 1925: Der Rächer (Riders of the Purple Sage)
- 1928: Vier Teufel (4 Devils)
- 1928: Sünden der Väter (Sins of the Fathers)
- 1930: Unser täglich Brot (City Girl)
- 1930: Liliom
- 1932: Emma, die Perle (Emma)
- 1932: So Big
- 1932: Einsame Herzen (The Purchase Price)
- 1932: Three on a Match
- 1932: Rasputin: Der Dämon Rußlands (Rasputin and the Empress)
- 1934: School for Girls
- 1934: Anne of Green Gables
- 1935: Mit Volldampf voraus (Steamboat Round the Bend)
- 1936: Chatterbox
- 1937: Too Many Wives
- 1937: Stella Dallas
- 1938: Condemned Women
- 1938: Girls’ School
- 1938: A Man to Remember
- 1940: Vigil in the Night
- 1940: Der Traum vom schöneren Leben (Saturday’s Children)
- 1940: Anne of Windy Poplars
- 1941: West Point Widow
- 1941: Der Teufel und Daniel Webster (The Devil and Daniel Webster)
- 1942: The Mayor of 44th Street
- 1943: The Powers Girl
- 1943: Ohne Rücksicht auf Verluste (Bombardier)
- 1943: Government Girl
- 1944: Man from Frisco
- 1944: Music in Manhattan
- 1944: Murder, My Sweet